# Leberwerte
Als Leberwerte bezeichnet man eine Zusammenfassung mehrerer im Labor anhand einer Blutprobe bestimmter Werte, die Schädigungen der Leber anzeigen.
Dazu gehören die Aktivitäten der Leberenzyme ASAT (früher: GOT), ALAT (früher: GPT) und GGT. Hinzu kommt die Konzentration des Stoffwechselproduktes Bilirubin im Blut. Die Aktivität des Enzyms Cholinesterase (ChE) und der Quickwert (TPZ) geben Hinweis auf die Stoffwechselfunktion der Leber.
Ursache für einen Anstieg der Leberwerte können eine Vielzahl von Medikamenten, Erkrankungen (bakteriell, parasitär, viral), toxische Schädigung (Alkohol, andere Drogen, Gifte aller Art) oder eine fettlastige Ernährung über einen längeren Zeitraum sein. Auch eine Verengung der Gallenwege durch Gallensteine, Gallengrieß oder eine PSC und ein dadurch verursachter Rückstau der Galle (Cholestase) kann zu erhöhten Leberwerten führen.